# Sergio Novelli
Sergio Francisco Novelli Espinoza (Caracas, Veneçuela, 12 de gener de 1967) és un locutor i presentador de televisió veneçolà. Va rebre un dels Premis Ondas 1997.

## Trajectòria
Va diplomar en 1991 de l'escola de Comunicació Social, esment Audiovisual de la Universitat Catòlica Andrés Bello, però quan estava en el tercer any de la carrera va començar a fer una passantia en RCTV. El seu primer dia de treball va ser el 27 de febrer de 1989, justament el dia del Caracazo. També va cobrir els esdeveniments del segon intento cop d'estat de 1992, quan una bomba va explotar en la seva proximitat. Després va començar a treballar com a redactor de notícies d' El Observador de RCTV, des d'aquest moment es va iniciar la seva carrera professional en el periodisme. Anys més tard va narrar notícies a Emisión Meridiana, on va treballar fins a abril de 2000.
Entre 1993 i 1995 va realitzar la producció i conducció de l'espai Al Descubierto, un programa on es destacaven els assoliments i reptes de l'ésser humà.
En 1994 va entrar a formar part del programa de ràdio Estamos en KYS, amb Alba Cecilia Mujica. Aquest espai informatiu-musical es va transmetre per espai de 15 anys, de dilluns a divendres, a través del Circuito Digital Kys, 101.5, de 6 a 9 del matí 
Des de 1996 fins 1998 va ser productor executiu i conductor de Tras la pista. Des d'abril fins a juliol de 1999, va conduir amb Alba Cecilia Mujica, el programa d'opinió Sin Tregua. De juliol a gener de 2000, va ser presentador del reality-show, Policías en Acción, tots transmesos per RCTV.
Entre agost de 2000 i desembre de 2001 va treballar a Televen com a conductor del programa de concursos Futuro Seguro. El juny de 2003 regresó a RCTV per encarregar-se de la informació internacional d' El Observador de RCTV como Analista de Premsa Internacional. Entre juliol de 2005 i març de 2006 fou un dels dirigents d' El Observador de RCTV. El 2008 participà en un especial del programa de Venevisión, Qué Locura!. Després ha treballat a Canal I (2010-2011) i a la cadena cadena Circuito Unión Radio (2010-2013). El 2013 va anar a Globovisión i el novembre de 2017 ha marxat a Miami amb la seva família. Allí ha treballat a Telemundo i Univisión, però destaca a VPItv amb els espais Al Día...con Sergio i Sergio En La Noche.